# Marie Rusová
Marie Rusová (* 4. prosince 1950 Trutnov) je česká právnička a politička, v letech 2002 až 2006 a pak opět 2010 až 2013 poslankyně Poslanecké sněmovny za KSČM.

## Biografie
V letech 1957–1966 vychodila ZDŠ v Chotěboři, pak v letech 1966–1969 studovala na SVVŠ v Bystřici nad Pernštejnem. Následně v letech 1969–1974 absolvovala právnickou fakultu Univerzity Jana Evangelisty Purkyně v Brně (dnešní Masarykova univerzita). Rigorózní zkoušku zde složila v roce 1982 a v letech 1989–1991 ještě absolvovala postgraduální studium. V období let 1974–1993 pracovala na různých pozicích v Uranových dolech Dolní Rožínka. Mezitím v období let 1987–1991 působila jako externí odborná asistentka a členka komise pro státní rigorózní zkoušky na univerzitě v Brně. V letech 1994–1997 pracovala jako právnička na OSSZ Žďár nad Sázavou a v letech 1995–1997 také jako předsedkyně přestupkové komise na Městském úřadu Žďár nad Sázavou. V roce 1997 vykonávala profesi právničky na Okresním úřadu Žďár nad Sázavou. Následně v letech 1997–2002 učila na Škole ekonomiky a cestovního ruchu ve Žďáru nad sázavou. V letech 2000–2002 byla vysokoškolskou pedagožkou na Filozofické fakultě Univerzity Palackého v Olomouci. V letech 1994–2002 taktéž zastávala post přísedící Okresního soudu ve Žďáru nad Sázavou a v období let 1997–2002 byla lektorkou na Institutu účetních Praha. V roce 2007 zasedala v České konsolidační agentuře.
V komunálních volbách roku 2002 za KSČM neúspěšně kandidovala do zastupitelstva města Nové Město na Moravě. Zvolena sem byla v komunálních volbách roku 2006 a opětovně se bez úspěchu pokoušela o zvolení v komunálních volbách roku 2010. Profesně se k roku 2002 uváděla coby poslankyně, v roce 2006 jako právnička a roku 2010 opět coby poslankyně.
Ve volbách v roce 2002 byla zvolena do poslanecké sněmovny za KSČM (volební obvod Kraj Vysočina). Byla místopředsedkyní sněmovního ústavně právního výboru. Ve sněmovně setrvala do voleb v roce 2006. Opětovně se do sněmovny vrátila po čtyřleté přestávce po volbách v roce 2010. Byla místopředsedkyní mandátového a imunitního výboru a členkou výboru pro obranu a bezpečnost (od prosince 2011 po rozdělení výboru členkou výboru pro obranu).